# Symbole Saskatchewanu
Oficjalne symbole prowincji Saskatchewan
| Oficjalne kolory                                | Oficjalne kolory |
| ----------------------------------------------- | --- |
| Zielony i żółty                                 | |
| Motto                                           | |
| Multis E Gentibus Vires Z mnogości plemion siła | |
| Flaga                                           | |
| Saskatchewan                                    | Flaga podzielona jest na dwa poziome pasy dzielące ją na dwie równe części. Górny pas w kolorze ciemnej zieleni symbolizuje lasy porastające północną część prowincji. Dolny pas w kolorze żółtym symbolizuje zbożowe pola południowej części prowincji. W lewym górnym rogu umieszczona jest miniaturka tarczy herbowej prowincji, a po prawej stronie, obejmująca oba pasy stylizowana czerwona lilia, oficjalny kwiat prowincjonalny. Flaga prowincji została zaadaptowana w 1969 r. |
| Herb                                            | |
|                                                 | Tarcza herbowa: Dwudzielna tarcza w górnej części pokazuje czerwonego lwa na złotym tle, symbol królewski Anglii (Vert three Garbs in fesse Or, on a Chief of the last a Lion passant guardant Gules). W dolnej części na zielonym tle znajdują się trzy stylizowane snopy. Zielone tło symbolizuje lasy północy, snopy rolniczy charakter prowincji. Tarcza herbowa została nadana prowincji aktem królewskim przez króla Edwarda VII 25 sierpnia 1906 r. Godło:Tarcza herbowa zwieńczona jest hełmem z przyłbicą z biało-czerwonym pióropuszem (kolory Kanady), który symbolizuje suwerenność. Na hełmie, na biało-czerwonej poduszce spoczywa bóbr (jeden z ważnych symboli Kanady) trzymający w łapie kwiat czerwonej lilii. Na jego grzbiecie spoczywa królewska korona symbolizująca władzę gubernatora. Tarczę podpierają – z lewej lew i z prawej jeleń. Oba zwierzęta mają założone indiańskie naszyjniki z koralików z medalionami. Na lewym wyobrażony jest klonowy liść, na prawym czerwona lilia. Tarcza wspiera się na złotej szarfie z wypisanym mottem prowincjonalnym, która obejmowana jest przez girlandę z czerwonych lilii. Godło zostało nadane aktem królewskim przez królową Kanady Elżbietę II 16 sierpnia 1986 r. |
| Symbole zwierzęce i roślinne                    | |
|                                                 | Jeleń wirginijski (white-tailed deer, Odocoileus virginianus) – zwierzę powszechnie spotykane w prowincji, bardzo popularny jako zwierzę łowne. Jeleń współcześnie został udomowiony i stał się ważnym zwierzęciem hodowlanym. Jeleń jest częścią godła prowincjonalnego, a jako oficjalny symbol został zaadaptowany w 2001. |
|                                                 | Kuropatwa (sharp-tailed grouse, Pedioecetes phasianellus jamesi) – ptak powszechnie występujący w prowincji i popularny jako ptak łowny. Jako symbol zaadaptowany z 1945 r. |
|                                                 | Brzoza papierowa (Betula papyrifera) – drzewo powszechnie spotykane w północnych rejonach leśnych. Chętnie jest także sadzone jako drzewo dekoracyjne. Zaadaptowane jako symbol w 1988. |
|                                                 | Czerwona lilia (western red lily, Lilium philadelphicum L. var. andinum). Naturalnym środowiskiem tej rośliny są podmokłe łąki i zagajniki. Roślina zakwita czerwonym kwiatem malowniczo komponującym się z zielonym otoczeniem. Roślina jest chroniona. Symbol został adaptowany w 1941 r. |
|                                                 | Trawa (Hesperostipa comata) – roślina bogata w proteiny, charakteryzuje się cienkimi i ostrymi na krawędziach blaszkami liściowymi. Dawniej porastająca tereny preriowe, dziś wyparta z pól uprawnych, spotykana w parkach i regionach ekologicznych. Symbol zaadaptowany w 2001 został zaproponowany przez koalicję prowincjonalnych organizacji ekologicznych. |
| Symbol mineralny                                | |
|                                                 | Potaż (Sylvite) – minerał spotykany w prowincji wybrany w plebiscycie ogłoszonym wśród uczniów klas ósmych szkół prowincjonalnych i zaadaptowany w roku 1997. |
| Tartan                                          | |
|                                                 | Szkocka krata – oficjalnie zarejestrowana w 1961 w The Court of Lord Lyon King of Arms in Scotland posiada dwa dominujące kolory – żółty i zielony – oficjalne kolory prowincjonalne oraz dodatkowo złoty, brązowy, czerwony, biały i czarny. |
| Tablica rejestracyjna pojazdów                  | |
|                                                 | Element graficznyTrzy złote kłosy zbożowe w centralnym punkcie tablicy. SloganLand of Living Skies – ziemia żyjącego nieba |